# Tần Đô
Tần Đô (chữ Hán phồn thể: 秦都區, chữ Hán giản thể: 秦都区) là một quận của địa cấp thị Hàm Dương, tỉnh Thiểm Tây, Trung Quốc. Quận này có diện tích 251 km2, dân số 2002 là 430.000 người. Quận Tần Đô được chia thành 6 nhai đạo, 6 trấn.
- Nhai đạo: Nhân dân Lộ, Ngô Gia Bảo, Vị Dương Tây Lộ, Trần Dương Trại, Cổ Độ.
- Trấn: Phong Đông, Điến Đài, Vị Tân, Mã Tuyền, Song Chiếu, Mã Trang.